# Liga mistrů UEFA 1998/1999
Sezóna 1998/99 byla 44. ročníkem Ligy mistrů UEFA a zároveň 7. ročníkem po přejmenování. Jejím vítězem se stal po senzačním obratu finálového zápasu v nastaveném čase anglický klub Manchester United FC.

## První předkolo
| Domácí v 1. zápase      | Celkem | Hosté v 1. zápase     | 1. zápas | 2. zápas |
| ----------------------- | ------ | --------------------- | -------- | -------- |
| FK Sileks Kratovo       | 1–2    | Club Brugge KV        | 0–0      | 1–2      |
| ŁKS Łódź                | 7–2    | Kapaz PFK             | 4–1      | 3–1      |
| Litex Loveč             | 3–2    | Halmstad              | 2–0      | 1–2      |
| Grasshopper Club Zürich | 8–0    | Jeunesse Esch         | 6–0      | 2–0      |
| Celtic FC               | 2–0    | St Patrick's Athletic | 0–0      | 2–0      |
| Kareda                  | 0–4    | Branik Maribor        | 0–3      | 0–1      |
| FK Dynamo Kyjev         | 10–1   | Barry Town FC         | 8–0      | 2–1      |
| Cliftonville FC         | 1–13   | Košice                | 1–5      | 0–8      |
| Skonto                  | 2–1    | FK Dinamo Minsk       | 0–0      | 2–1      |
| Valletta FC             | 0–8    | Anorthosis Famagusta  | 0–2      | 0–6      |
| Bejtar Jeruzalém FC     | 5–1    | B36 Tórshavn          | 4–1      | 1–0      |
| Dinamo Tbilisi          | 4–3    | KF Vllaznia           | 3–0      | 1–3      |
| HJK Helsinki            | 5–0    | FC Jerevan            | 2–0      | 3–0      |
| FK Obilić               | 4–1    | ÍBV                   | 2–0      | 2–1      |
| Zimbru Kišiněv          | 2–3    | Újpest                | 1–0      | 1–3      |
| FC Steaua București     | 5–4    | FC Flora              | 4–1      | 1–3      |

## Druhé předkolo
Poražené týmy nastoupily do 1. kola Poháru UEFA.
| Domácí v 1. zápase   | Celkem    | Hosté v 1. zápase       | 1. zápas | 2. zápas    |
| -------------------- | --------- | ----------------------- | -------- | ----------- |
| Rosenborg BK         | (v)4–4    | Club Brugge KV          | 2–0      | 2–4         |
| Manchester United FC | 2–0       | ŁKS Łódź                | 2–0      | 0–0         |
| Litex Loveč          | 2–11      | FK Spartak Moskva       | 0–5      | 2–6         |
| Galatasaray          | 5–3       | Grasshopper Club Zürich | 2–1      | 3–2         |
| Celtic FC            | 1–3       | GNK Dinamo Zagreb       | 1–0      | 0–3         |
| Branik Maribor       | 3–5       | PSV Eindhoven           | 2–1      | 1–4(prodl.) |
| FK Dynamo Kyjev      | (pen.)1–1 | AC Sparta Praha         | 0–1      | 1–0(prodl.) |
| Košice               | 1–2       | Brøndby                 | 0–2      | 1–0         |
| Inter Milán          | 7–1       | Skonto                  | 4–0      | 3–1         |
| Olympiakos Pireus    | 6–3       | Anorthosis Famagusta    | 2–1      | 4–2         |
| Benfica SL           | 8–4       | Bejtar Jeruzalém FC     | 6–0      | 2–4         |
| Dinamo Tbilisi       | 2–2(v)    | Athletic Bilbao         | 2–1      | 0–1         |
| HJK Helsinki         | 2–1       | Metz                    | 1–0      | 1–1         |
| FC Bayern Mnichov    | 5–1       | FK Obilić               | 4–0      | 1–1         |
| Sturm Graz           | 7–2       | Újpest                  | 4–0      | 3–2         |
| FC Steaua București  | 5–8       | Panathinaikos           | 2–2      | 3–6         |

## Základní skupiny

### Skupina A
| Tým               | Z | V | R | P | VG | IG | +/- | B  |
| ----------------- | - | - | - | - | -- | -- | --- | -- |
| Olympiakos Pireus | 6 | 3 | 2 | 1 | 8  | 6  | +2  | 11 |
| GNK Dinamo Zagreb | 6 | 2 | 2 | 2 | 5  | 7  | −2  | 8  |
| FC Porto          | 6 | 2 | 1 | 3 | 11 | 9  | +2  | 7  |
| Ajax              | 6 | 2 | 1 | 3 | 4  | 6  | −2  | 7  |

### Skupina B
| Tým             | Z | V | R | P | VG | IG | +/- | B |
| --------------- | - | - | - | - | -- | -- | --- | - |
| Juventus FC     | 6 | 1 | 5 | 0 | 7  | 5  | +2  | 8 |
| Galatasaray     | 6 | 2 | 2 | 2 | 8  | 8  | 0   | 8 |
| Rosenborg BK    | 6 | 2 | 2 | 2 | 7  | 8  | −1  | 8 |
| Athletic Bilbao | 6 | 1 | 3 | 2 | 5  | 6  | −1  | 6 |

### Skupina C
| Tým               | Z | V | R | P | VG | IG | +/- | B  |
| ----------------- | - | - | - | - | -- | -- | --- | -- |
| Inter Milán       | 6 | 4 | 1 | 1 | 9  | 5  | +4  | 13 |
| Real Madrid       | 6 | 4 | 0 | 2 | 17 | 8  | +9  | 12 |
| FK Spartak Moskva | 6 | 2 | 2 | 2 | 7  | 6  | +1  | 8  |
| Sturm Graz        | 6 | 0 | 1 | 5 | 2  | 16 | −14 | 1  |

### Skupina D
| Tým                  | Z | V | R | P | VG | IG | +/- | B  |
| -------------------- | - | - | - | - | -- | -- | --- | -- |
| FC Bayern Mnichov    | 6 | 3 | 2 | 1 | 9  | 6  | +3  | 11 |
| Manchester United FC | 6 | 2 | 4 | 0 | 20 | 11 | +9  | 10 |
| Barcelona            | 6 | 2 | 2 | 2 | 11 | 9  | +2  | 8  |
| Brøndby              | 6 | 1 | 0 | 5 | 4  | 18 | −14 | 3  |

### Skupina E
| Tým             | Z | V | R | P | VG | IG | +/- | B  |
| --------------- | - | - | - | - | -- | -- | --- | -- |
| FK Dynamo Kyjev | 6 | 3 | 2 | 1 | 11 | 7  | +4  | 11 |
| Lens            | 6 | 2 | 2 | 2 | 5  | 6  | −1  | 8  |
| Arsenal FC      | 6 | 2 | 2 | 2 | 8  | 8  | 0   | 8  |
| Panathinaikos   | 6 | 2 | 0 | 4 | 6  | 9  | −3  | 6  |

### Skupina F
| Tým            | Z | V | R | P | VG | IG | +/- | B  |
| -------------- | - | - | - | - | -- | -- | --- | -- |
| Kaiserslautern | 6 | 4 | 1 | 1 | 12 | 6  | +6  | 13 |
| Benfica SL     | 6 | 2 | 2 | 2 | 8  | 9  | −1  | 8  |
| PSV Eindhoven  | 6 | 2 | 1 | 3 | 10 | 11 | −1  | 7  |
| HJK Helsinki   | 6 | 1 | 2 | 3 | 8  | 12 | −4  | 5  |

### Žebříček týmů na druhých místech
| Tým                  | Z | V | R | P | VG | IG | +/- | B  |
| -------------------- | - | - | - | - | -- | -- | --- | -- |
| Real Madrid          | 6 | 4 | 0 | 2 | 17 | 8  | +9  | 12 |
| Manchester United FC | 6 | 2 | 4 | 0 | 20 | 11 | +9  | 10 |
| Galatasaray          | 6 | 2 | 2 | 2 | 8  | 8  | 0   | 8  |
| Benfica SL           | 6 | 2 | 2 | 2 | 8  | 9  | −1  | 8  |
| Lens                 | 6 | 2 | 2 | 2 | 5  | 6  | −1  | 8  |
| GNK Dinamo Zagreb    | 6 | 2 | 2 | 2 | 5  | 7  | −2  | 8  |

## Play off

### Čtvrtfinále
| Domácí v 1. zápase   | Celkem | Hosté v 1. zápase | 1. zápas | 2. zápas |
| -------------------- | ------ | ----------------- | -------- | -------- |
| Real Madrid          | 1–3    | FK Dynamo Kyjev   | 1–1      | 0–2      |
| Manchester United FC | 3–1    | Inter Milán       | 2–0      | 1–1      |
| Juventus FC          | 3–2    | Olympiakos Pireus | 2–1      | 1–1      |
| FC Bayern Mnichov    | 6–0    | Kaiserslautern    | 2–0      | 4–0      |

### Semifinále
| Domácí v 1. zápase   | Celkem | Hosté v 1. zápase | 1. zápas | 2. zápas |
| -------------------- | ------ | ----------------- | -------- | -------- |
| Manchester United FC | 4–3    | Juventus FC       | 1–1      | 3–2      |
| FK Dynamo Kyjev      | 3–4    | FC Bayern Mnichov | 3–3      | 0–1      |

### Finále
| 26. května 1999 20:45 SELČ                       |        |                   |                                                                         |
| Manchester United FC                             | 2 – 1  | FC Bayern Mnichov | Camp Nou, Barcelona diváci: 90 000 rozhodčí: Pierluigi Collina (Itálie) |
| Teddy Sheringham 90+1' Ole Gunnar Solskjær 90+3' | Report | Mario Basler 6'   | Camp Nou, Barcelona diváci: 90 000 rozhodčí: Pierluigi Collina (Itálie) |

## Vítěz
| Liga mistrů UEFA 1998/99 Manchester United FC (2. titul) Peter Schmeichel – Gary Neville, Ronny Johnsen, Jaap Stam, Denis Irwin, David Beckham, Nicky Butt, Ryan Giggs, Jesper Blomqvist, Teddy Sheringham, Dwight Yorke, Andrew Cole, Ole Gunnar Solskjær Trenér: Alex Ferguson |